# ゲムネ＝シュル＝スコルフ
ゲムネ＝シュル＝スコルフ （Guémené-sur-Scorff、ブルトン語:Ar Gemene）は、フランス、ブルターニュ地域圏、モルビアン県のコミューン。かつては公領が置かれており、プルレ地方の中心地とみなされていた。

## 由来
1160年の名はケムネ＝ゲガン（Kemenet-Guégant）であった。古いブルトン語でkemenetとは「領地」や「利益」を意味し、ラテン語のcommendareから派生したとされている。Guégantとは人名である。ケムネ＝エボエ（Kemenet-Héboé）は、中世においてヴァンヌ地方の大領主であった。

## 地理
ゲムネ＝シュル＝スコルフは、東西と北を隣接するコミューン、ロクマロに囲まれている。西にはスコルフ川が流れ、コミューンのプロエルデュとの自然の境界となっている。面積はわずか117ヘクタールしかなく、非常に狭い。人口密度もポール＝ルイやラネステールと比較しても非常に高い。まちは丘のある台地上にある。最も標高の高いマネ・ピショの丘は、かつてムーアやヒースに覆われていた。スコルフ川はまちの下を流れる。この場所はもともとおそらく防衛のために選ばれた。スコルフ川から引いた水が城の堀に引けたからである。まちは事実上ゲムネ領主の住まう城の近くで発展してきた。

## 歴史
ゲメネの歴史はほとんどが城と結びついている。
城は11世紀にケムネ＝ゲガン領が設置されると同時に生まれた。ケムネ＝ゲガンの領地は、1354年にエドワード3世の配下ロジャー・デイヴィーに割譲された。デイヴィーが1364年のオーレの戦いで戦死するまでケメネは彼の領地だった。その後、ジャン1世・ド・ローアンと妻ジャンヌ・ド・ナヴァール（ルイ10世の孫娘）が1377年に購入した。彼らの子シャルル・ド・ローアン（ローアン＝ゲメネ家初代）が領地を相続した。フランス革命まで、ローアン＝ゲムネ家の末裔であるローアン家が代々継承した。1570年にゲムネは公領となり、ゲムネ領主はゲムネ公爵と呼ばれるようになった。
城はその長い歴史の間、幾度も敵に攻撃されている。12世紀にはヘンリー・プランタジネット軍が、1342年にはエドワード3世軍が攻撃し城は炎上している。1795年にもシュアン（王党派）らが攻撃している。ブルターニュ継承戦争中にはイングランドが占領し、ユグノー戦争時代にはスペイン軍が占領していた。城は何世紀にもわたって手が加えられてきている。ジャンヌ・ド・ナヴァールはローマ浴場を彷彿とさせる釜をつくらせ、「王妃の浴場」と呼ばれていた。17世紀初頭から、城は次第に城主に顧みられなくなっていった。ローアン家はトゥーレーヌにある自分たちの領地に住むか、宮廷での豪奢な暮らしを好み、まれにしかゲムネに足を向けなくなったのである。
14世紀、ゲムネのまちは「豊かで一皮むけた市のまち」と称されていた。革命前は、ゲムネ領主に仕える使用人と奴隷が大勢まちに暮らしていた。ゲムネはまた見本市でも知られていた。まちにはこの時代の建物が多く保存されており、役場や、現在図書館として機能しているものもある。

## 人口統計
| 1962年 | 1968年 | 1975年 | 1982年 | 1990年 | 1999年 | 2006年 | 2007年 |
| ------ | ------ | ------ | ------ | ------ | ------ | ------ | ------ |
| 1743   | 1831   | 1693   | 1555   | 1332   | 1205   | 1235   | 1237   |

参照元:1968年以降INSEE

## 特産

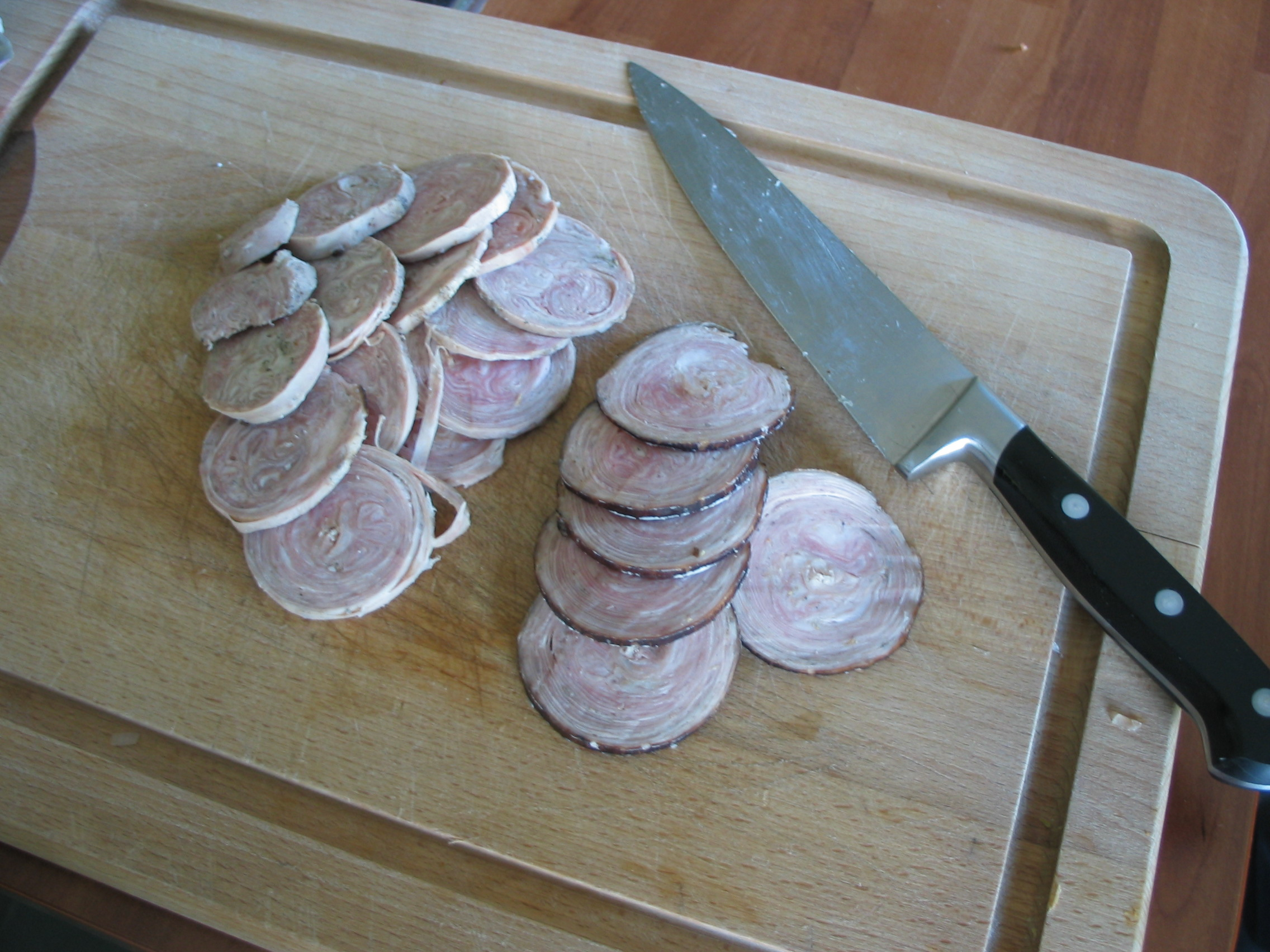
ゲメネのアンドゥイエ

ゲムネ産アンドゥイエ（臓物を用いた腸詰）が有名である。腸に充填するヴィール産のアンドゥイエとは異なり、連続したブタの腸をねじ切って作られる（ブタの大腸を用いる）。AOC指定されていないため、モルビアン県のどの肉屋もゲムネの名でこのアンドゥイエを作ることができる。製品の独創性と品質を守るため、近年グスティエ・ド・ランドゥイエ兄弟会が奮闘している。

## ギャラリー

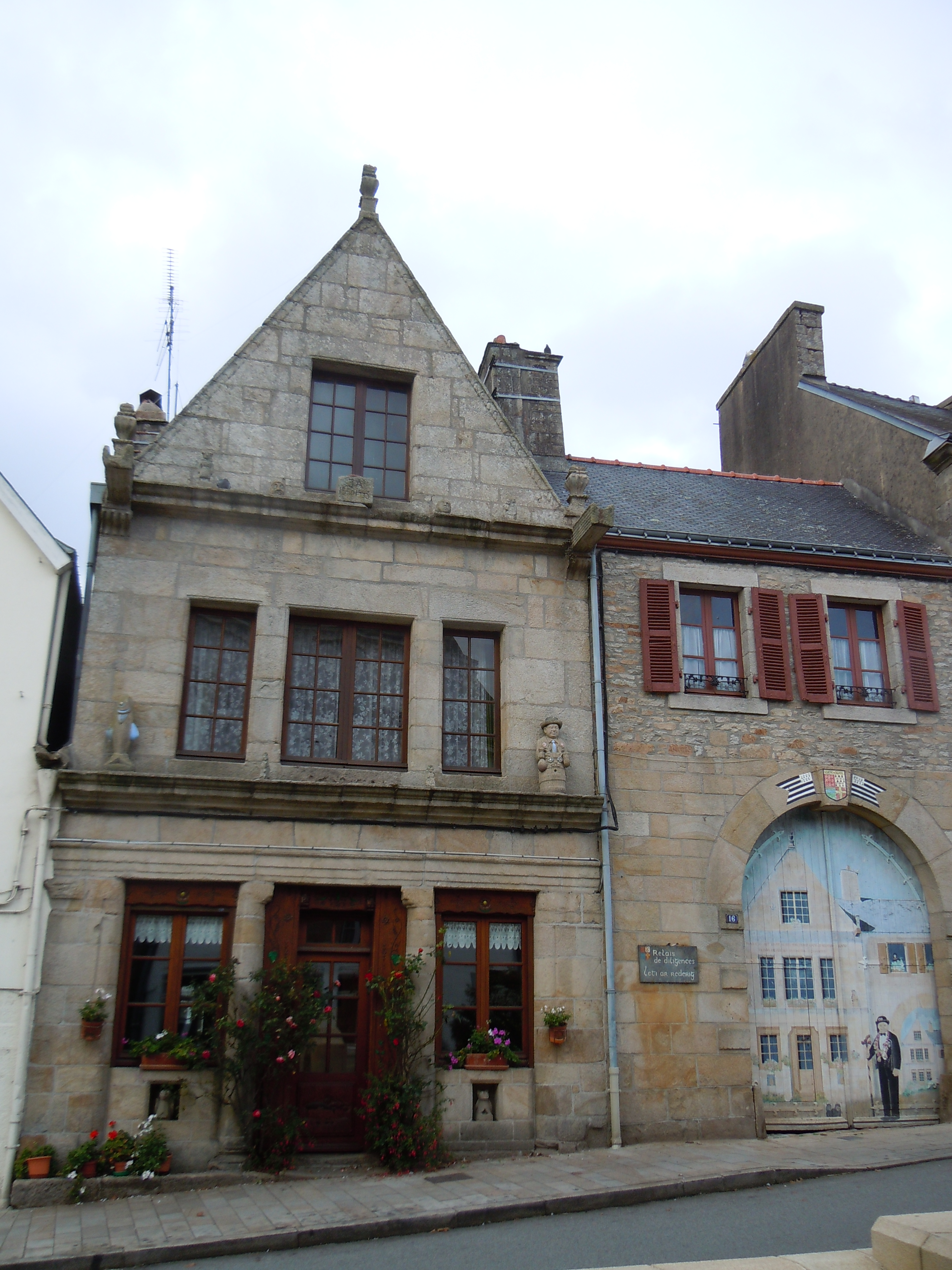
かつて駅馬車があった建物
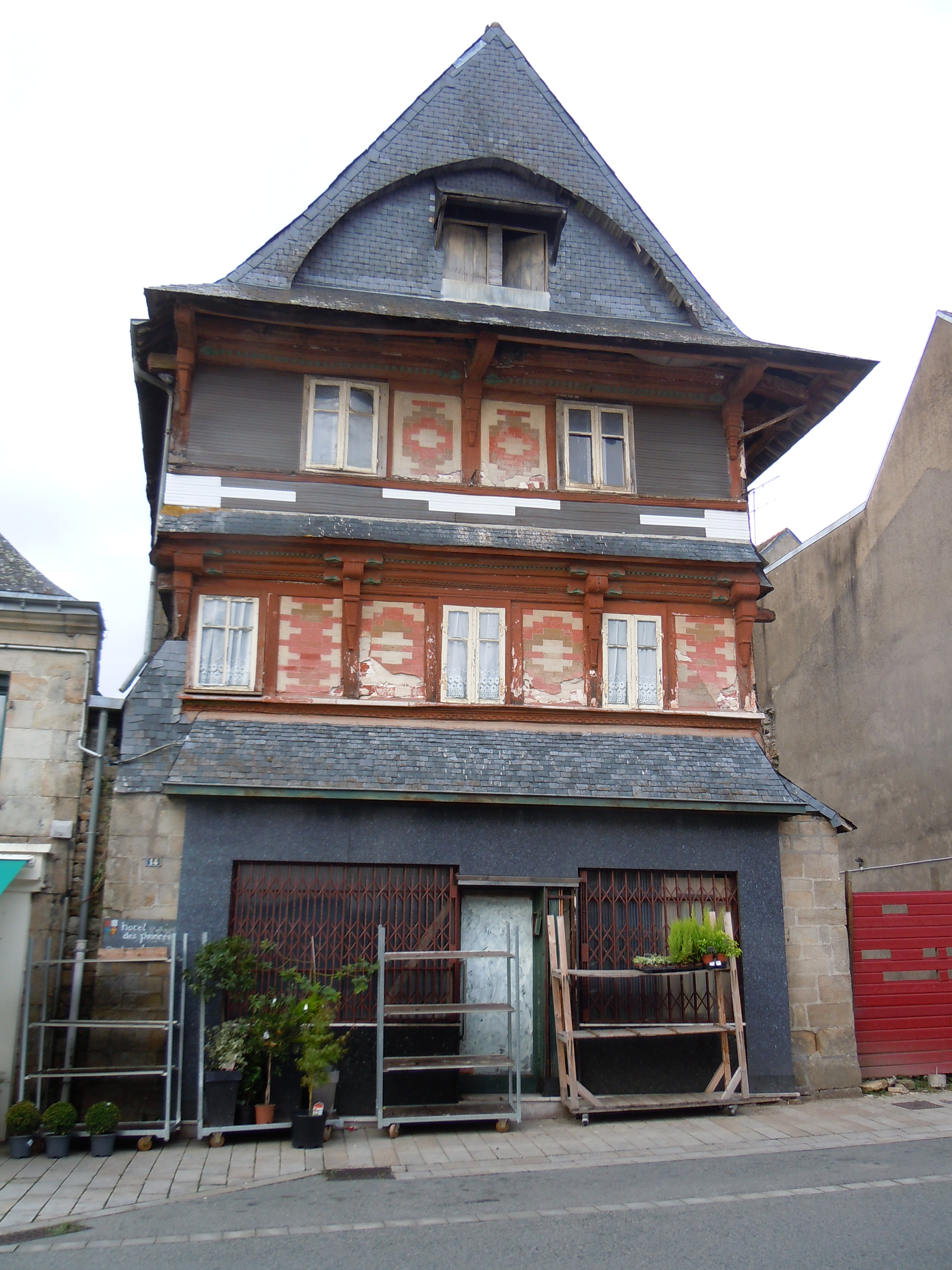
かつてのオーベルジュ
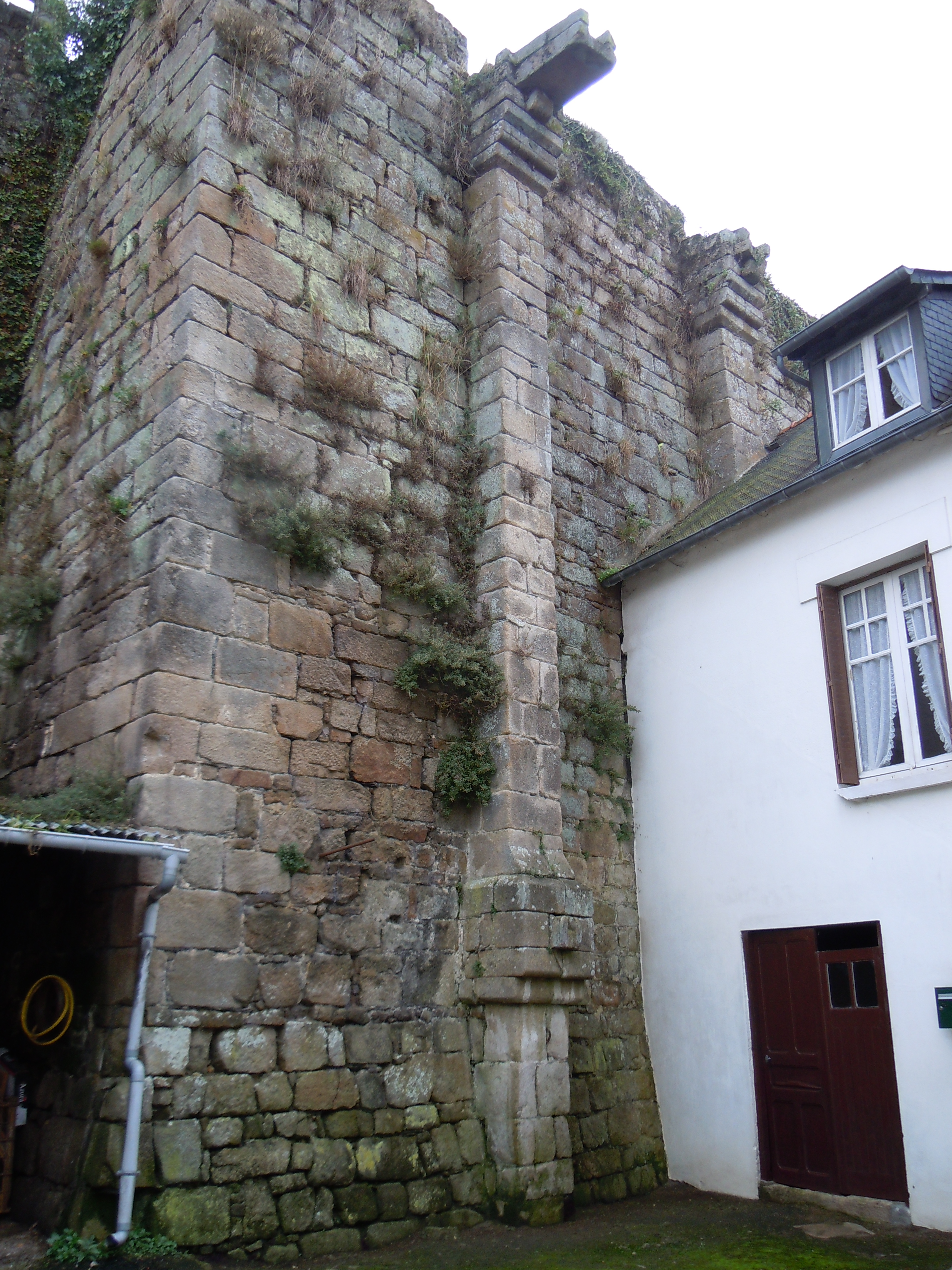
一部だけ残るゲメネ城の壁